# Atractus discovery
Atractus discovery (лат.) — вид веретеновидных змей (Atractus) из семейства ужеобразных. Эндемик Эквадора. Назван в честь телеканала Discovery, спонсирующего экспедиции в рамках проекта Explorers Club.

## Описание
Основной цвет спины светло-коричневый со слабой крапинкой более темного оттенка; брюшная нижняя сторона жёлтая с коричневой вентральной полосой. Длина SVL 284 мм у самцов и 308—328 мм SVL у самок; длина хвоста 28 мм у голотипа самцов и 19—24 мм у самок. В короткой нижней челюсти с 6 или 7 зубов. Спинные чешуйки гладкие, без апикальных ямок.
Обнаружен, в том числе, в окрестностях кладбища и только из двух местонахождений (Ареналес и Амалуса) по обе стороны от Рио-Пауте, в эквадорских провинциях Асуай и Морона-Сантьяго, на высоте 2002–2057 м над уровнем моря. Прямое расстояние по воздуху между двумя местонахождениями составляет 2,6 км. Три известных экземпляра Atractus discovery были обнаружены на открытых участках, примыкающих к границе облачного леса. Один экземпляр (MZUA.Re.466) полз по земле и пересекал ряд цементных лестниц. Два других (ZSFQ 4936 и ZSFQ 4937) обнаружены в пасмурный день, заглубленные на 15—40 см под мягкую почву на границе могильной поляны, пастбища и остатков местной растительности.
Вид Atractus discovery отличается от большинства своих сородичей ярко-жёлтым брюшком с заметной темно-коричневой продольной полосой и числом спинных чешуек, которые расположены в 17/17/17 рядов (у других близких видов 15/15/15). От A. ecuadorensis, A. zgap и A. resplendens отличается ярко-жёлтым брюшком с заметной темно-коричневой продольной полосой. От A. ecuadorensis и A. zgap он также отличается наличием одной (вместо двух) постокулярной чешуйкой.

## Охранный статус
Авторы открытия считают, что Atractus discovery должен рассматриваться в статусе Виды, для оценки угрозы которым недостаточно данных (Data Deficient) в соответствии с критериями Красного списка МСОП, поскольку этот вид принадлежит к малоизученному роду змей и известен только по трём экземплярам, недавно собранным в долине одной реки (Рио-Пауте) на амазонских склонах эквадорских Анд. Помимо наличия в этой долине системы крупных гидроэлектростанций, большая часть естественной среды обитания влажных лесов в сегменте между Амалузой и Ареналесом была преобразована в пастбища. Тем не менее, они считают, что недостаточно данных, чтобы оценить, ограничен ли этот новый вид змей непосредственными окрестностями типовой местности или он широко распространен в неисследованных тропических лесах соседнего национального парка «Сангай» (Sangay National Park).